# أساهي يادا
أساهي يادا (باليابانية: 矢田 旭) (2 أبريل 1991 في يوكايتشي في اليابان – )؛ هو لاعب كرة قدم ياباني سابق كان يلعب كلاعب وسط.

## وصلات خارجية
- أساهي يادا على موقع رابطة كرة القدم اليابانية للمحترفين (اليابانية)
- أساهي يادا على موقع قاعدة بيانات كرة القدم.إي يو (الإنجليزية)
- أساهي يادا على موقع Soccerway.com (الإنجليزية)
- أساهي يادا على موقع عالم كرة القدم.نت (الإنجليزية)